# Anaphothrips zizania
Anaphothrips zizania är en insektsart som beskrevs av Ian A. Hood 1938. Anaphothrips zizania ingår i släktet Anaphothrips och familjen smaltripsar. Inga underarter finns listade i Catalogue of Life.